# November 8.
November 8. az év 312. (szökőévben 313.) napja a Gergely-naptár szerint. Az évből még 53 nap van hátra.
Névnapok: Zsombor + Adeodát, Bagamér, Deodát, Gotfrid, Hódos, Kál, Kara, Karád, Kasztor, Klaudiusz, Kolos, Kolozs

## Események
- 1226 – Elfoglalja a francia trónt IX. Lajos francia király.
- 1349 – I. (Nagy) Lajos király hűtlenségi pert indít Báthori András erdélyi püspök ellen.
- 1414 – Luxemburgi Zsigmond királyt és második feleségét, Cillei Borbálát Aachenben német királlyá és királynévá koronázzák.
- 1460 – Szilágyi Mihály kormányzó, Hunyadi Mátyás nagybátyja, a délvidéki harcokban a törökök fogságába esik. II. Mehmed szultán később kivégezteti.
- 1620 – A csehek veresége a Prága melletti fehérhegyi csatában. A Cseh Királyságot Habsburg örökös tartománnyá teszik.
- 1793 – Megnyílik a Louvre Múzeum Párizsban.
- 1887 – Emile Berliner amerikai feltaláló szabadalmat szerez a gramofonra.
- 1889 – Montana lesz az USA 41. állama.
- 1895 – Wilhelm Conrad Röntgen egy új sugarat fedez fel.
- 1918 – Megkezdődnek a Compiègne-i béketárgyalások.
- 1923 – Adolf Hitler első hatalomátvételi kísérlete: a müncheni puccs vagy sörpuccs.
- 1931 – Parlamenti választások a Jugoszláv Királyságban, amelyet az ellenzék bojkottál.
- 1939 – Georg Elser sikertelen bombamerénylete Hitler ellen a müncheni Bürgerbräuhaus sörcsarnokban.
- 1942 – Az USA megszállja Marokkót és Algériát.
- 1944 – brit-amerikai légitámadás az érsekújvári vasútállomás ellen.[1]
- 1956 – Az ENSZ Biztonsági Tanácsa napirendre tűzi a „magyar kérdést”, a Szovjetunió magyarországi beavatkozását.
- 1960 – John F. Kennedy az amerikai elnökválasztáson legyőzi Richard Nixont.
- 1966 – Egy mozisztár, Ronald Reagan megnyeri a kaliforniai kormányzóválasztást.
- 1966 – Lyndon B. Johnson elnök aláírja Amerikában a trösztellenes törvényt.
- 1969 – Föld körüli pályára állítják az első nyugatnémet műholdat, az Azurt.
- 1987 – Felavatják Donáth Ferenc síremlékét a Farkasréti temetőben.
- 1989 – A magyar külügyminisztérium Románia budapesti nagyköveténél tiltakozik Tőkés László temesvári lelkész ügyében.
- 1990 – 100 000 amerikai katonát vezényelnek a Perzsa-öbölbe.
- 1992 – Az első többpárti választásokon Litvániában fölényes győzelmet arat az Algirdas Brazauskas vezette posztkommunista Munkapárt a Vytautas Landsbergis vezette konzervatív párt fölött.
- 1993 – Ungár Klára és Molnár Péter elhagyja a Fidesz-frakciót, és lemond mandátumáról.
- 1994 – Az amerikai törvényhozási, kormányzói és helyhatósági választásokon 1954 óta először kerülnek többségbe a kongresszus mindkét házában a republikánusok.
- 1994 – A magyar Alkotmánybíróság döntése értelmében nem összeférhetetlen az országgyűlési képviselői poszt és a polgármesterség.
- 2006 – Bulgária, Szlovákia és Horvátország kinyilvánítja csatlakozási szándékát a PRT második váltásába.
- 2007 – Miheil Szaakasvili grúz elnök 2008. január 5-ére írja ki az előrehozott elnökválasztást.
- 2011 - A 2005 YU55 katalógusjelű kisbolygó alig 325 000 kilométerre suhan el a Földtől.

## Sportesemények
Formula–1
- 1992 –  ausztrál nagydíj, Adelaide - Győztes: Gerhard Berger (McLaren Honda)

## Születések
- 0030 körül – Nerva római császár († 98)
- 1572 – János Zsigmond brandenburgi választófejedelem († 1619)
- 1656 – Edmond Halley angol csillagász († 1742)
- 1777 – Dezideráta svéd királyné († 1860)
- 1780 – Ürményi Ferenc fiumei kormányzó, koronaőr, az MTA tagja († 1858)
- 1804 – Karl Haffner osztrák író († 1876)
- 1824 – Aschner Tivadar pozsonyi kanonok († 1879)
- 1834 – Karl Friedrich Zöllner német asztrofizikus, a csillagászati fotometria korszerűsítője († 1882)
- 1837 – Ilja Csavcsavadze grúz író, költő († 1907)
- 1847 – Bram Stoker angol író, a „Drakula” c. horrorregény szerzője († 1912)
- 1848 – Gottlob Frege német matematikus, logikatudós, filozófus († 1925)
- 1854 – Johannes Rydberg svéd fizikus († 1919)
- 1869 – Joseph Franklin Rutherford, a Watch Tower Bible and Tract Society of Pennsylvania második elnöke (a Jehova tanúi egyház szervezete) († 1942)
- 1881 – Herbert Austin angol mérnök, az Austin Motor Company megalapítója († 1941)
- 1883
  - Sir Arnold Bax angol zeneszerző († 1953)
  - Krúdy Ferenc magyar agrárpolitikus, főispán, országgyűlési képviselő, az országgyűlés alelnöke (1943–1944) († 1973)
- 1886 – Pogány József magyar kommunista politikus († 1937)
- 1898 – Hegedűs Tibor magyar színész, színigazgató, érdemes művész († 1984)
- 1900 – Margaret Mitchell amerikai írónő, az „Elfújta a szél” c. regény szerzője († 1949)
- 1901 – Gheorghe Gheorghiu-Dej román kommunista politikus, pártfőtitkár, államfő († 1965)
- 1909 – Madarassy Walter Munkácsy Mihály-díjas magyar szobrász- és éremművész, restaurátor († 1994)
- 1911
  - Lendvay Lajos magyar színész († 1981)
  - Rajczy Imre olimpiai bajnok magyar vívó († 1978)
- 1915 – Lamberto Gardelli olasz karmester († 1998)
- 1916 – Peter Weiss német származású svéd író (Marat, Sade) († 1982)
- 1919 – Szende Bessy magyar színésznő († 2001)
- 1922 – Christiaan Barnard Dél-Afrikai orvos, szívsebész, az első emberi szívátültetés végzője († 2001)
- 1924 – Bogár Richárd Liszt Ferenc-díjas magyar táncművész, koreográfus, érdemes művész († 1986)
- 1927
  - Munk Péter magyar származású kanadai üzletember († 2018)
  - Karai József Erkel Ferenc-díjas zeneszerző, karnagy († 2013)
- 1928
  - Bocskay Izabella magyar színésznő
  - Gál János magyar erdőmérnök, egyetemi tanár († 2001)
- 1931 – Peter Collins (Peter John Collins) brit autóversenyző († 1958)
- 1932 – Eke Károly magyar újságíró, rádiós, országgyűlési képviselő († 2003)
- 1933
  - Peter Arundell brit autóversenyző († 2009)
  - Szécsi Vilma magyar színésznő
- 1935 – Alain Delon francia színész, filmrendező († 2024)
- 1936 – Virna Lisi olasz színésznő († 2014)
- 1940 – Blasek Gyöngyi Aase-díjas magyar bábszínész
- 1941 – Graf Zoltán állatorvos († 2023)
- 1943
  - Tárnok Zoltán magyar író, szerkesztő († 2020)
  - Imre Zoltán Erkel Ferenc-díjas magyar táncművész, koreográfus († 1997)
- 1944 – Nemere István magyar író, műfordító († 2024)
- 1946
  - Guus Hiddink holland labdarúgóedző
  - Frenreisz Károly Kossuth-díjas magyar rockzenész, zeneszerző
- 1947
  - Giorgio Francia olasz autóversenyző
  - Göncz Kinga magyar pszichiáter, politikus
- 1948 – Deák Bill Gyula magyar zenész, énekes
- 1966 – Gordon Ramsay brit szakács, televíziós személyiség
- 1969 – Lesznyák Katalin magyar színésznő
- 1971
  - Carlos Atanes spanyol filmrendező, író és drámaíró
  - Tech N9ne amerikai rapper
- 1974 – Kisimoto Maszasi japán mangaművész
- 1978 – Ivan Dinev bolgár műkorcsolyázó
- 1981 – Joe Cole angol labdarúgó
- 1983 – Chris Rankin új-zélandi születésű angol színész
- 1984 – Steven Webb angol színész
- 1989 – Morgan Schneiderlin francia labdarúgó
- 1999 – Bátovsky Péter szlovák labdarúgó
- 2001 – Vincent Wiegand német műugró

## Halálozások
- 0397 – Tours-i Szent Márton római tiszt, keresztény püspök, mártír (*316 vagy 317)
- 0955 – II. Agapét pápa (* ?)
- 1226 – VIII. (Oroszlán) Lajos francia király (* 1187)
- 1308 – John Duns Scotus, skolasztikus filozófus (* 1274)
- 1627 – Dzsahángír mogul sah a Mogul Birodalom uralkodója (* 1569)
- 1638 – Johann Heinrich Alsted protestáns német teológus, filozófus és polihisztor, tanár a gyulafehérvári főiskolán (* 1558)
- 1674 – John Milton angol költő, filozófus (* 1608)
- 1703 – John Wallis angol matematikus, fizikus (* 1616)
- 1719 – Michel Rolle francia matematikus (* 1652)
- 1858 – George Peacock angol matematikus (* 1791)
- 1860 – Sir Charles Fellows angol archeológus (* 1799)
- 1890 – César Franck belga–német származású zeneszerző, orgonaművész, zenetanár (* 1822)
- 1908 – Victorien Sardou francia drámaíró (* 1831)
- 1921 – Hviezdoslav szlovák író (* 1849)
- 1921 – Nagy Virgil építészmérnök, egyetemi tanár (* 1859)
- 1924 – Pasteiner Gyula művészettörténész, műkritikus, az MTA tagja (* 1846)
- 1934 – James Mark Baldwin amerikai filozófus (* 1861)
- 1945 – August von Mackensen német vezértábornagy, I. világháborús hadseregparancsnok (* 1849)
- 1952 – Gino Fano olasz matematikus (* 1871)
- 1953 – Ivan Alekszejevics Bunyin irodalmi Nobel-díjas orosz író, költő (* 1870)
- 1964 – Temesváry János magyar hegedűművész, érdemes művész (* 1891)
- 1977 – Matusz Ruvimovics Bisznovat szovjet mérnök, repülőgép-tervező (* 1905)
- 1978 – Sáska László erdélyi magyar születésű, Tanzániában dolgozó orvos (* 1890)
- 1980 – Heller László Kossuth-díjas magyar gépészmérnök, egyetemi tanár, az MTA tagja (* 1907)
- 1985 – Masten Gregory amerikai autóversenyző (* 1932)
- 1986 – Vjacseszlav Mihajlovics Molotov szovjet kommunista diplomata, politikus, az SZKP PB tagja, külügyminiszter, miniszterelnök (* 1890)
- 1992 – Dégi István Jászai Mari-díjas magyar színész (* 1935)
- 1998 – Jean Marais francia színész (* 1913)
- 2000 – Prókai Annamária magyar színésznő, szinkronszínész (* 1963)
- 2002 – Ko Csao kínai matematikus (* 1910)
- 2004 – Vavrinecz Béla magyar zeneszerző, karmester, zenei vezető (* 1925)
- 2006 – Litván György Széchenyi-díjas magyar történész (* 1929)
- 2008 – Fazekas Ferenc matematikus (* 1922)
- 2009 – Vitalij Lazarevics Ginzburg Nobel-díjas orosz (volt szovjet) elméleti fizikus és asztrofizikus, az Orosz Tudományos Akadémia tagja (* 1916)
- 2010 – Horineczky Erika magyar színésznő (* 1955)

## Nemzeti ünnepek, emléknapok, világnapok
→Sablonvita:Ünnepek/11-08:
- A radiológia nemzetközi napja[2]
- a négy megkoronázott vértanú emléknapja[3]
- Szent Godfréd  amiens-i püspök emléknapja a katolikus egyházban[4]
- Kréta nemzeti ünnepe az Arkadi kolostor ostroma emlékére[5]